# Medalla al Mèrit Militar (Mèxic)
La Medalla al Mèrit Militar (castellà: Medalla al Mérito Militar) és una condecoració de Mèxic, atorgada pel President de la República seguint els suggeriments de la Secretaria de la Defensa Nacional.

## Història
Va ser creada el 1897, comptant amb sis classes, tres per a l'oficialitat i tres per a la resta de la tropa. El 1926 va ser suprimida i reemplaçada per la medalla valor heroic. El 1929 la medalla Mèrit Militar va ser restablerta per recompensar fets distingits extraordinaris dels membres de les Forces Armades o fets excepcionals en benefici d'elles realitzats per estrangers. Després va passar a comptar amb només tres classes.
El 1901, l'estat de Yucatán, amb autorització del Govern Federal, va lliurar la Medalla al Mèrit Militar a més de 8.000 militars de l'exèrcit i la Guàrdia Nacional que van participar en les batalles contra dels maies.
El 1915, el general Álvaro Obregón va ser condecorat amb una medalla al mèrit militar per la seva participació heroica en els combats del Bajío.
El 1980 el cubà Raúl Castro va ser condecorat amb aquesta medalla. El 2020 se'ls va donar aquesta medalla al personal destacat en la lluita contra la pandèmia de COVID-19.

## Disseny
Consisteix en una creu blava que porta una placa estrellada daurada contenint al centre l'escut mexicà daurat en fons blau, envoltat d'una vora vermella que porta inscrita en daurat Mérito Militar i la classe de la medalla. La segona i la tercera classe tenen la placa més petita, pendent d'una cinta blava (amb una estreta franja vermella central en el cas de la segona classe i dues estretes franges vermelles al de la tercera). La primera classe té una categoria especial anomenada Grau d'ode
|           |           |           |
| 1a classe | 2a classe | 3a classe |